# Julius Ringel
Julius Alfred Ringel (Völkermarkt, 16 novembre 1889 – Bayerisch Gmain, 11 febbraio 1967) è stato un generale austriaco, che combatté nell'esercito tedesco durante la seconda guerra mondiale.

## Biografia
Partecipò alla prima guerra mondiale battendosi nell'esercito imperiale austro-ungarico. Nell'intervallo tra le due guerre prestò servizio presso lo Stato Maggiore Generale ad Innsbruck e quindi come comandante di battaglione a Graz. Dopo l'Anschluss passò alla Wehrmacht.
Partecipò alla campagna di Norvegia come capo delle operazioni della 3ª divisione alpina e poi come comandante della 5ª divisione alpina. Guidò poi la sua divisione in Grecia collaborando, nella 12ª Armata, allo sfondamento della linea Metaxas. Partecipò in seguito all'operazione di Creta, assumendo, dopo la fase iniziale, il comando locale delle forze tedesche a Creta.
Fu quindi sul fronte russo, battendosi sulle coste del lago Ladoga presso Leningrado e infine sul fronte italiano a Cassino.
Fu decorato con Ritterkreuz il 13 giugno 1941 e con Eichenlaub il 25 ottobre dello stesso anno.